# أكاديمية باكو للموسيقى
أكاديمية باكو للموسيقى إسمه عزير حجيبكوف - هي مؤسسة للتعليم العالي تابعة لوزارة التعليم في جمهورية أذربيجان.
تأسست عام 1922 في باكو، وتعد أقدم مؤسسة موسيقية للتعليم العالي في باكو، رئيس الأكاديمية فرحاد بدلبايلي.

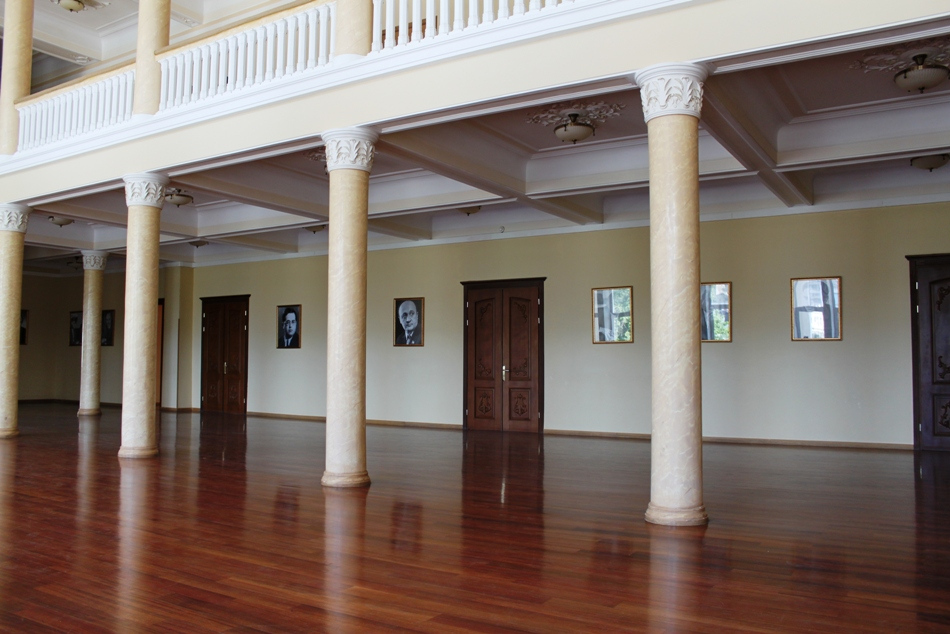
صالةالأكاديمية باكو للموسيقى

## تاريخها
يرجع بدايات إنشاء المبنى الذي هو موجود حاليا، إلى عام 1885، لكن يعمل كمؤسسة للتعليم الأولى منذ عام 1895. كان مؤسس لمدرسة الموسيقية، مخرجة لكونسيرفاتوري موسكو انتونينى نيكولاييونا يرمولاييفا. كان معماره، مهندس معماري مشهور ميكائيل علسكر حسينوف.
في شهر مايو، عام 1920 كانت الحادثة المهمة في تطويرالثقافة موسيقية الأذربيجانية. في ذلك الوقت تم إنشاء معهد موسيقى الشعبى لفرع باكو, على أساس كلية الموسيقى وبعد قليل في شهر أكتوبر يسمى المعهد الموسيقى لدولة أذربيجان.
في عام 1939، عزير حجيبكوف كان مديره لمعهد الموسيقى، الذي يسمى بأسمه بعد وفاته في عام 1948. وسمى أكادمى باكو للموسيقى منذ عام 1991. في الوقت الحاضر أكادمى باكو للموسيقى يتكون من 4 كليات: بيانو، أداء، تاريخ، نظرية. التعليم في اللغات الأذربيجانية والروسية.

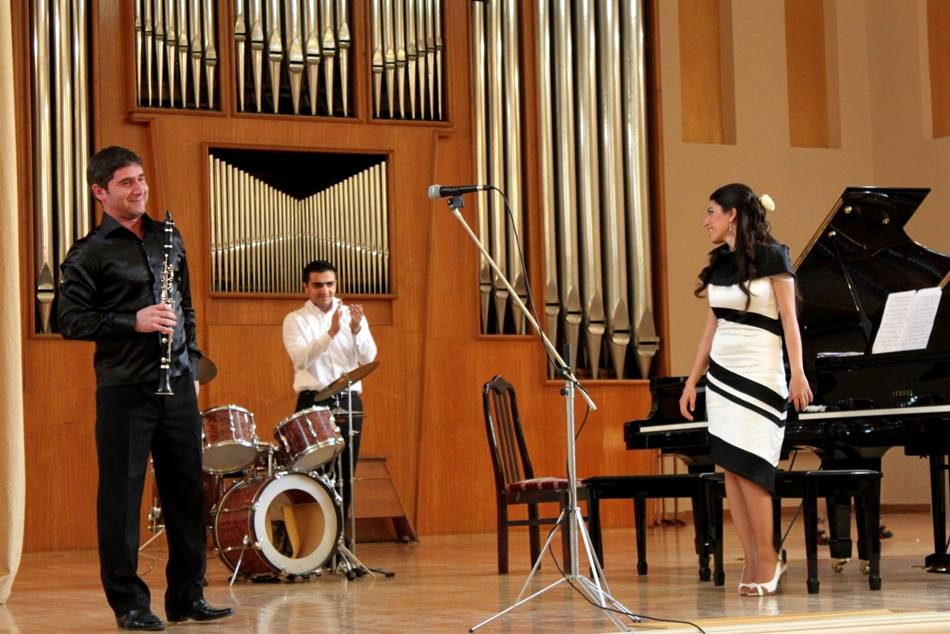
حفلة موسيقي في أكاديميية

## أقسام المعهد والتخصصات الدراسية
تحتوي الاكاديمية على جميع التخصصات الموسيقية وبالإضافة إلى فروع الاوبرا،الرقص،الفن المسرحي، وقواعد آداب.

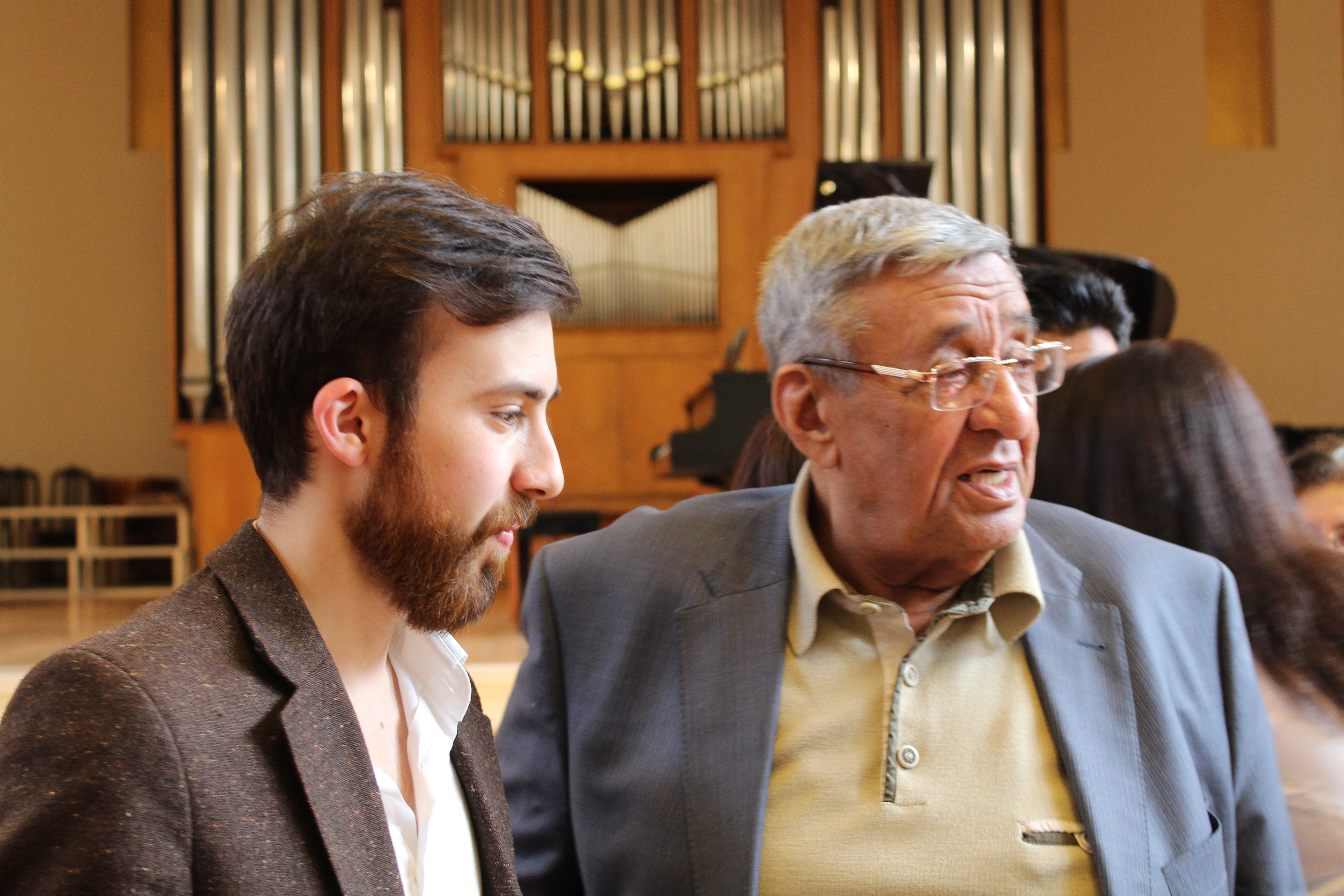
في اليمين ملحن أذربيجاني مشهور عاريف مليكوف

- البيانو
- كمان
- تشيلو
- الكمان الأجهر
- مزمار
- الباسون
- قرون
- بوق
- المترددة آلة موسيقية
- نوع من الأبواق
- قيثار
- الطبول
- القطران، كامانشا
- صخبا كلاسيكيا
- الغناء
- تعليم الموسيقى
- الملحن
- موصل

## الجوائز
وسام الراية الحمراء من حزب العمال - 19.04.1972

## أنظر ايضا
*قائمة الجامعات في باكو